# Staten van de Opper-Palts
De Staten van de Opper-Palts (Duits: Landstände der Oberpfalz) vertegenwoordigden standen van de Opper-Palts tegenover de Keurvorsten van de Palts. De Staten werden in 1507 voor het eerst bij elkaar geroepen op een landdag. Ze bestonden uit vertegenwoordigers van de Prelaten, de adel en de steden. Na de Beierse annexatie van de Opper-Palts in 1628, tijdens de Dertigjarige Oorlog, werden de Staten niet meer bijeengeroepen.